# Dorothy Mackaill
Dorothy Mackaill (Sculcoates, Kingston upon Hull, Yorkshire, 4 maart 1903 - Honolulu, 12 augustus 1990) was een Amerikaans actrice uit de latere jaren van de zwijgende film en de vroege jaren van de geluidsfilm. Van 1920 tot 1937 speelde ze in meer dan 60 films.

## Biografie
Ze werd geboren in Sculcoates, Kingston upon Hull in 1903. Ze woonde bij haar vader nadat haar ouders waren gescheiden toen ze ongeveer elf jaar oud was. Als tiener vertrok Mackaill naar Londen om als actrice een toneelcarrière na te streven. Na een tijdelijke verhuizing naar Parijs ontmoette ze Broadway-choreograaf Florence Ziegfeld. Ze verhuisde naar New York waar ze betrokken raakte bij de Ziegfeld Follies.
In 1920 was ze begonnen met de overstap van Follies Girl naar filmactrice. In de daaropvolgende jaren nam haar populariteit toe en ze speelde tegenover populaire acteurs zoals Richard Barthelmess en John Barrymore. In 1924 bereikte ze de status van echte Hollywood-ster met haar rol in de film The Man Who Came Back. Ze speelde in romantische dramafilms en ook in komedies, maar veel van de zwijgende films waarin ze speelde zijn verloren gegaan. Ook twee van haar geluidsfilms zijn verloren gegaan, The Love Racket (1929) en Strictly Modern (1930).
Mackaill maakte een soepele overgang naar de geluidsfilm in 1928. Begin jaren dertig was ze succesvol in geluidsfilms. Haar zang- en danstalent uit haar Ziegfeld-verleden liet ze zien in Bright Lights. The Office Wife uit 1930 was een van haar meest succesvolle geluidsfilms. Maar in de loop van de jaren dertig ging haar populariteit achteruit en kwam ze in B-films terecht. Haar laatste film was Bulldog Drummond at Bay uit 1937. Daarna trok ze zich terug uit de filmwereld. In 1955 verhuisde ze naar Honolulu, Hawaii.
In 1976 en 1980 speelde ze een gastrol in de tv-serie Hawaii Five-O. Ze overleed op 12 augustus 1990 op haar kamer in het Royal Hawaiian Hotel.

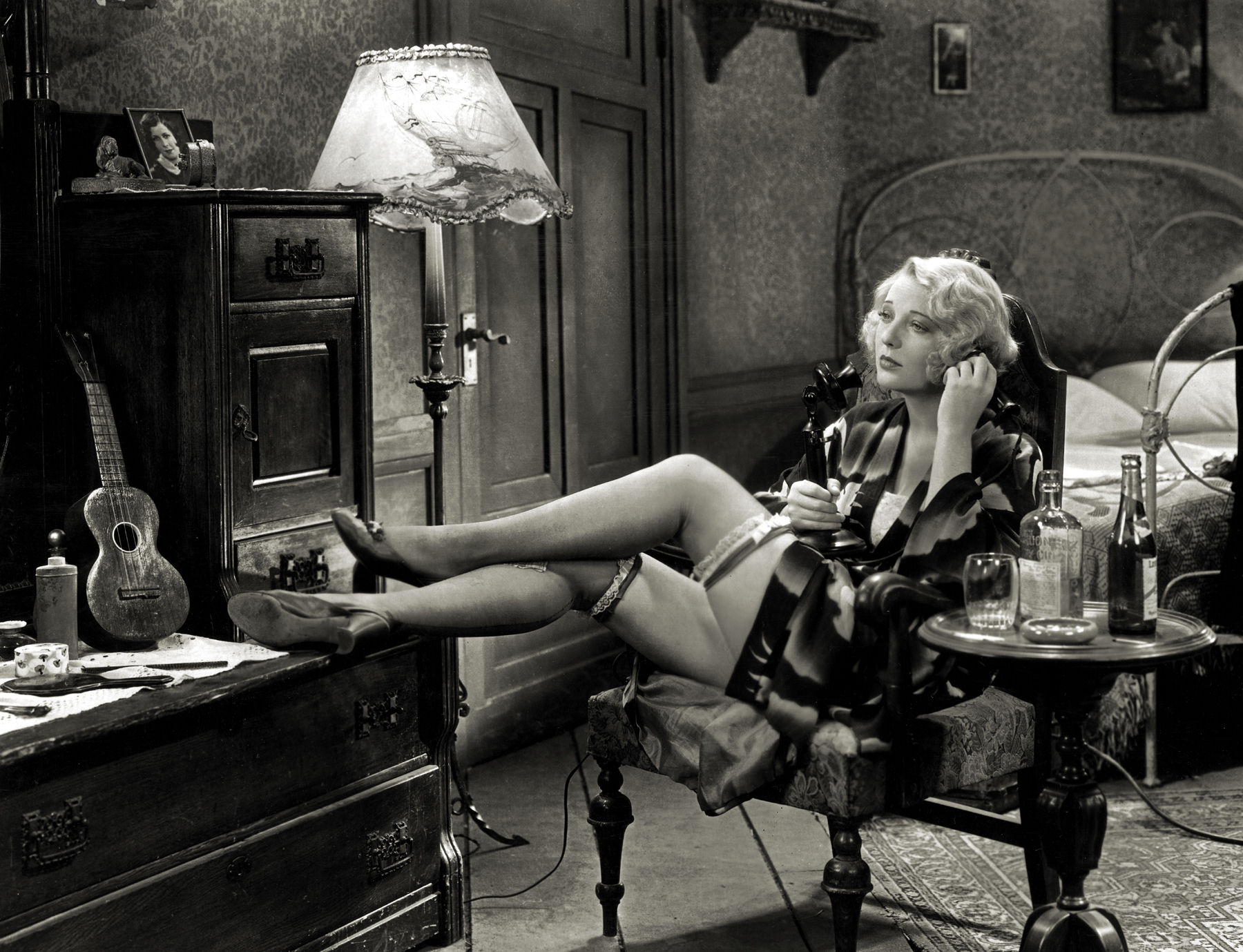
Mackaill in de film "Safe in Hell" (1931)

## Filmografie

### Stomme films (selectie)
- 1920 - The Face at the Window
- 1922 - The Inner Man
- 1924 - The Man Who Came Back
- 1925 - Shore Leave
- 1925 - Joanna
- 1928 - The Whip
- 1928 - Waterfront

### Geluidsfilms
- 1928 - The Barker
- 1929 - His Captive Woman
- 1929 - The Great Divide
- 1930 - The Flirting Widow
- 1930 - The Office Wife
- 1930 - Man Trouble
- 1930 - Bright Lights
- 1931 - Once a Sinner
- 1931 - Kept Husbands
- 1931 - Party Husband
- 1931 - Their Mad Moment
- 1931 - The Reckless Hour
- 1931 - Safe in Hell
- 1932 - Love Affair
- 1932 - No Man of Her Own
- 1933 - Neighbor's Wives
- 1933 - Curtain at Eight
- 1933 - The Chief
- 1934 - Picture Brides
- 1934 - Cheaters
- 1937 - Bulldog Drummond at Bay